# 谷川昭一朗
谷川 昭一朗（たにがわ しょういちろう、1966年12月19日-）は、日本の俳優。熊本県出身。ノックアウト所属。血液型O型。身長172cm。
1990年、劇団東京乾電池に入団。退団後、1994年、戸田昌宏とともに、ユニット「プリセタ」を旗揚げ。毎年公演を行っている。プリセタを続けながら、2008年東京乾電池へ再入団。

## 出演

### テレビドラマ
- 課長島耕作
- 刺客請負人（パート2、第7話）
- ケータイ刑事 銭形愛（第25話）
- ケータイ刑事 銭形雷（2ndシーズン、第4話）
- ケータイ刑事 銭形海（1stシーズン、第6話）
- ハンサムマン
- おばさん会長・紫の犯罪清掃日記 ゴミは殺しを知っている3
- Tomorrow〜陽はまたのぼる〜（2008年） - 大内憲太郎 役
- 腐女子デカ（2008年、テレビ朝日）
- 相棒 Season 7（2009年、テレビ朝日） - 斎木敏也 役
- 月曜ゴールデン（TBS）
  - 「税務調査官・窓際太郎の事件簿19」（2009年10月12日） - 田中
  - 「血痕 警科研・湯川愛子の鑑定ファイル4」（2013年6月17日） - 森島幹夫 役
- 松本清張生誕100年スペシャル・中央流沙（2009年12月14日、TBS）
- NHK大河ドラマ
  - 龍馬伝（2010年） - 小塚広衛 役
  - いだてん〜東京オリムピック噺〜（2019年） - 席亭
- モリのアサガオ（2010年、テレビ東京）
- NHK正月時代劇 「隠密秘帖」（2011年1月1日、NHK） - 本多忠籌 役
- 生まれる。 最終話（2011年6月24日、TBS） - 酒蔵の社長
- 水戸黄門第43部 第18話「上様、長屋で叱られる -江戸-」（2011年11月21日、TBS） - 大納言
- 坂の上の雲（2011年12月、NHK） - 白井二郎 役
- お助け屋☆陣八 最終話（2013年3月28日、読売テレビ） - 瞳の父 役
- 松本清張二夜連続ドラマスペシャル・第一夜「松本清張〜坂道の家」（2014年12月6日、テレビ朝日）
- ナオミとカナコ 第4話 - 第6話（2016年2月4日 - 2月18日、フジテレビ） - 森崎
- 月曜名作劇場「あんみつ検事の捜査ファイル1」（2016年6月13日、TBS） - 相田
- 法医学教室の事件ファイル（2017年） - 野崎弁護士 役
- 我が家の問題（2018年） - 長谷川忠幸 役
- 命売ります（2018年） - 西尾慎太郎 役
- 遺留捜査（2018年） - 川久保秀樹 役
- ブラックスキャンダル（2018年10月4日 -、読売テレビ） - 長谷川浩文 役[1]
- ハケン占い師アタル（2019年） - 田端の父 役
- 行列の女神〜らーめん才遊記〜 第3話（2020年5月4日、テレビ東京） - 久保
- 未来への10カウント 第3話 - （2022年4月28日 -、テレビ朝日）- 大村啓司 役
- 元彼の遺言状 第7話（2022年5月23日、フジテレビ） - 武藤利夫 役
- ちむどんどん（2022年） - 諸見里教頭 役
- エルピス-希望、あるいは災い-（2022年） - 山下守 役
- らんまん（2023年）
- JKと六法全書 第1話（2024年4月19日、テレビ朝日） - 五所川原第二支部仮法廷 裁判長 役[2]
- 海に眠るダイヤモンド（2024年） - 出水照吉 役
- ホットスポット 第3話・第5話 - 第7話（2025年1月26日・2月9日 - 23日、日本テレビ） - タクシー運転手 役[3]
- 放送局占拠 第2話 -（2025年7月19日 - 、日本テレビ） - 間崎実篤 / 地内実篤 役[4]

### 映画
- 腑抜けども、悲しみの愛を見せろ（2007年、吉田大八監督）
- イキガミ（2008年、瀧本智行監督）
- 桜田門外の変（2010年、佐藤純彌監督）
- おにいちゃんのハナビ（2010年、国本雅弘監督）
- のぼうの城（2012年、犬童一心監督・樋口真嗣監督） - 成田泰高
- Every Day（2016年、手塚悟監督） - 吉田
- STRANGERS（2024年、池田健太監督）[5]

### 配信ドラマ
- 77部署合体ロボダイキギョー ドラマ・伝え方が9割（2017年11月29日、AmazonPrimeビデオ） - 社長
- 七夕の国（2024年7月4日、スター） - 丸神の里の住民 早野源一郎
- 地面師たち（2024年7月25日、Netflix） - 安倍川 久雄(石洋ハウス社長) 役[6]

### 舞台
- ぴーすおぶけーき（2023年1月20日 - 29日〈予定〉、天王洲 銀河劇場）[7]